# کارگران بالاخانی
«کارگران بالاخانی» (ترکی آذربایجانی: Balaxanı-Sabunçu polis idarəsi süvari qorodovoyların at oynatmaları) یک فیلم صامت آذربایجانی به کارگردانی الکساندر میشون است که در سال ۱۸۹۸ منتشر شد.